# Acalolepta permutans
Acalolepta permutans es una especie de escarabajo longicornio del género Acalolepta, tribu Monochamini, subfamilia Lamiinae. Fue descrita científicamente por Pascoe en 1857.
Se distribuye por China, India, Laos y Vietnam. Mide aproximadamente 15,5-29 milímetros de longitud. El período de vuelo de esta especie ocurre en los meses de abril, mayo, junio y agosto.